# Tibiotrichius violaceus
Tibiotrichius violaceus är en skalbaggsart som beskrevs av Iwase 2005. Tibiotrichius violaceus ingår i släktet Tibiotrichius och familjen Cetoniidae. Inga underarter finns listade i Catalogue of Life.